# Libpng License
libpng License(libpngライセンス)は、libpngライブラリの頒布条件として定義されたパーミッシブ・ライセンスである。

## 起源と歴史
libpng Licenseは1996年、zlib Licenseより派生したライセンスである。しかし、zlib License自体とは異なるにもかかわらず少なくともzlib Licenseやzlib/libpng Licenseなるものを含む様々なライセンスと実質的に同一視されている。
Open Source Initiative(OSI)のようなオープンソース・自由ソフトウェアライセンスの標準化団体は現在、"zlib/libpng License"としている。
libpng Licenseは、zlib Licenseと比較して、統一コンピュータ情報取引法（Uniform Computer Information Transactions Act, UCITA）との互換性を図る条項のみが加えられており、この点ではっきりと異なっている。この条項は、開発者が在住しているアメリカ合衆国メリーランド州にてUCITAが施行された2000年ごろに加えられている。
こののちにOSIによりオープンソースライセンスとしての承認を受けているが、このライセンスに対する2011年現在のOSIの認識について、疑問の声があがっている。